# Йоахім Кнехт
Йоахім Кнехт (нім. Joachim Knecht; 13 серпня 1918, Віттенберг — 9 липня 1988) — німецький офіцер-підводник, капітан-лейтенант крігсмаріне.

## Біографія
9 жовтня 1937 року вступив на флот. З грудня 1939 року служив на легкому крейсері «Емден», з травня 1940 року — в оперативному відділі штабу командувача підводним флотом. З листопада 1940 по квітень 1941 року пройшов курс підводника. З 25 травня 1941 року — 1-й вахтовий офіцер на підводному човні U-653. В липні-серпні 1942 року пройшов курс командира човна. З серпня 1942 року — командир U-46. З травня 1943 року — офіцер роти 8-го дивізіону з вивчення будови військових кораблів, 2-го і 1-го дивізіонів підводних човнів. З 18 вересня по 29 листопада 1944 року — командир U-748. 30 листопада 1944 року направлений на будівництво U-3036, з квітня по 8 травня 1945 року — U 3059. Обидва човни не були добудовані до кінця війни.

## Звання
- Кандидат в офіцери (9 жовтня 1937)
- Морський кадет (28 червня 1938)
- Фенріх-цур-зее (1 квітня 1939)
- Оберфенріх-цур-зее (1 березня 1940)
- Лейтенант-цур-зее (1 травня 1940)
- Оберлейтенант-цур-зее (1 квітня 1942)
- Капітан-лейтенант (1 січня 1945)